# Hierococcyx pectoralis
Il cuculastore delle Filippine (Hierococcyx pectoralis Cabanis & Heine, 1863) è un uccello della famiglia Cuculidae.

## Distribuzione e habitat
Questo uccello vive unicamente nelle Filippine.

## Tassonomia
Hierococcyx pectoralis non ha sottospecie, è monotipico.